# ニコラウス・シュナイダー

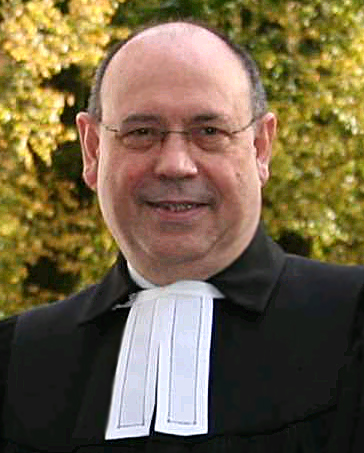
ニコラウス・シュナイダー (2006)

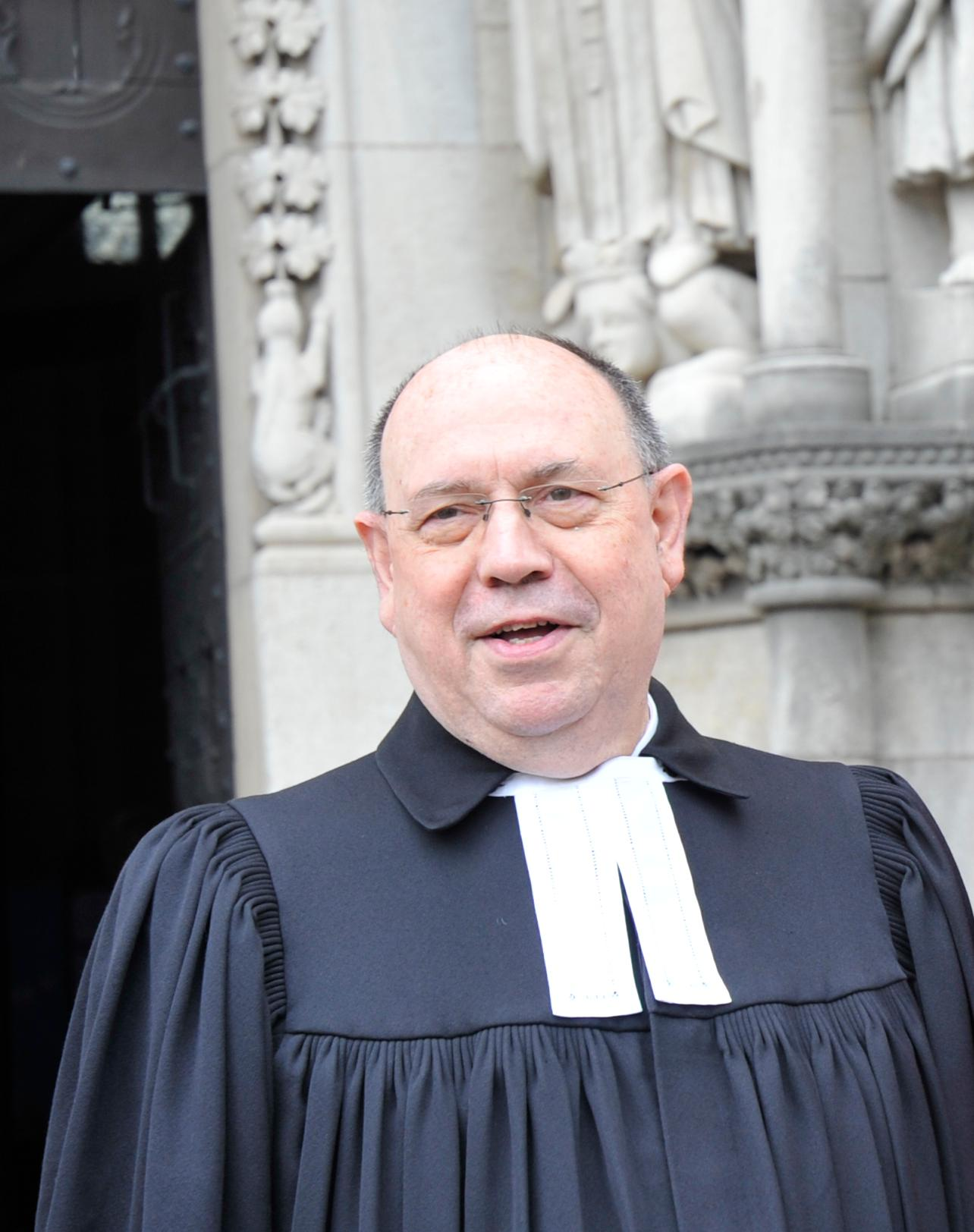
ニコラウス・シュナイダー(2012)

ニコラウス・シュナイダー（独:  Nikolaus Schneider , 1947年9月3日 ノルトライン＝ヴェストファーレン州デュースブルク生 - ）は、ドイツの福音主義神学者、牧師。2010年11月9日からドイツ福音主義教会EKD常議員会議長。妻のがん発症のため2014年11月10日付けでEKD常議員会議長を退き、さらにEKD常議員職も辞任することを2014年6月30日に表明した。2003年から2013年までシュナイダーはラインラント福音主義教会議長（他の州教会での監督に相当）であった。2013年に年齢を理由に州教会議長職を離れた。2013年3月1日に後任の州教会議長に選出されたのはマンフレート・リコウスキーである。

## 経歴
ニコラウス・シュナイダーは1966年、デュースブルク市中央にあるギムナジウムでアビトゥーアに合格。ヴッパータール・ベーテル神学大学、ゲッティンゲン大学、ミュンスター大学で福音主義神学を学んだ。溶鉱炉労働者の息子であるシュナイダーは1976年11月14日にデュイスブルク市フッキンゲンで牧師に任職された。1977年から1984年までデュイスブルク＝ラインハウゼンで牧師を務めた。そこで炭鉱および鉄鋼労働者の雇用確保に力に尽くした。1984年から1991年までメールス教会地区の社会奉仕担当牧師、1987年から1997年までメールス教会地区長を務めた。1997年にラインラント福音主義教会副議長、2003年にヴッパータールの改革派墓苑教会においてラインラント福音主義教会議長に選出された。2005年1月に州教会総会は新たに8年の任期を加えることを承認した。
2010年2月24日、マルゴート・ケースマン辞任後にシュナイダーはドイツ福音主義教会EKD常議員会議長に就任した。ケースマンと同様に政治参与を継続することを彼は表明した。教会の職務に限定するだけでなく、政治問題にも積極的に関与することを彼は示した。ラインラント州教会議長の任期最後である2012年において、教会補助金不正流用に関するスキャンダルが発覚した。金融投機によって教会関連施設財政が破綻し州教会による救済が必要になった。
2014年6月下旬、シュナイダーは2014年11月10日に妻の病気のためドイツ福音主義教会EKD常議員会議長の職を辞することを発表した。

## 神学的立場

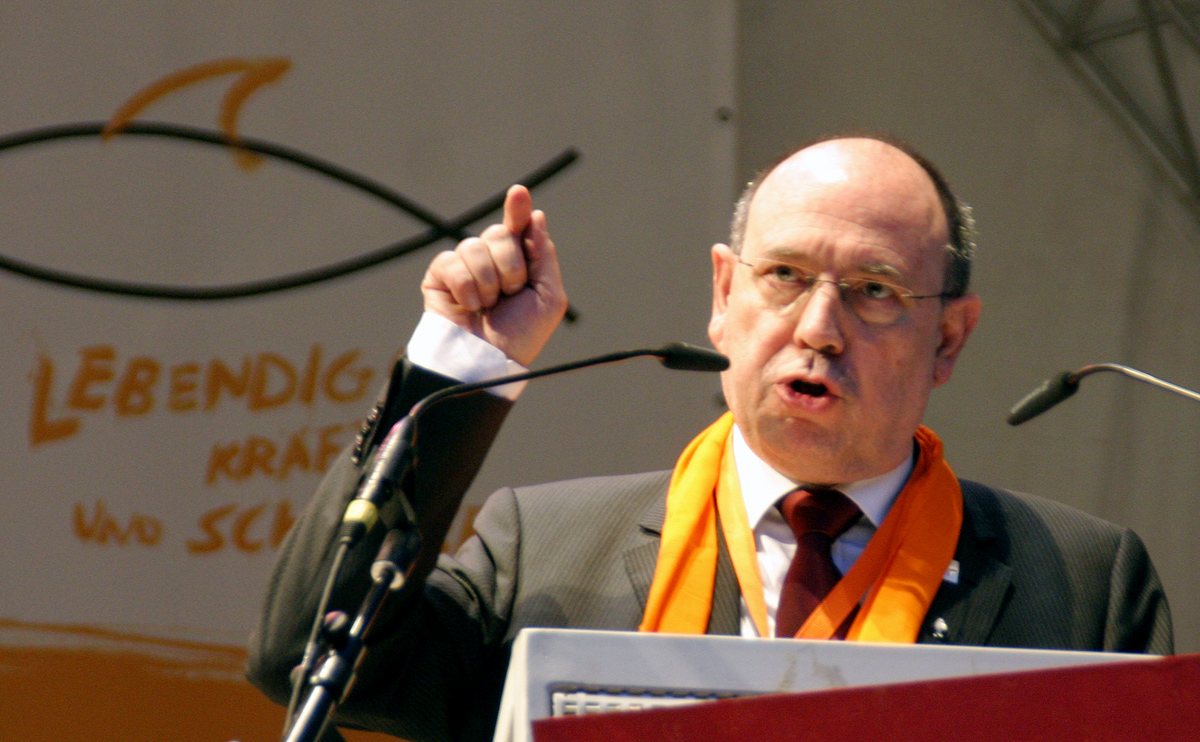
2007年ケルンで開催されたドイツ福音主義教会大会でのニコラウス・シュナイダー

### 政治と倫理
シュナイダーはリベラルな社会体制を擁護する教会人の代表的存在である。この関連において彼は社会倫理と経済倫理を強く意識している。
繰り返し、彼は民主主義的構造を脅かす多国籍企業の大きな影響に注意するように警告を発している。さらに経済活動による企業収益の増大と社会の冷淡さも批判している。
兵器製造とその配備を彼は包括的な形で否定しない。ドイツによる武器輸出問題において ARDの番組で意見を述べた。世界にある悪は現実の存在であり、1934年に出されたバルメン宣言を彼は引用しながら、法に基づく軍事力による威嚇と行使は国家の責務であると語っている。さらにこの考え方は全世界に適用されるのであり、国連による軍事行為も国家による軍事行動と同様であると見なし、軍事力の存在とその必要性を彼は肯定している。

## 家族
ニコラウス・シュナイダーは1970年に結婚し、3人の娘の父親である。末娘は白血病で2005年2月に死去した。彼女は闘病日記を残した。そこで彼女は癌と闘う感情と生命への親しみを表していた。末娘の死後に手記を集めて、シュナイダーは妻と共に闘病日記を出版した。

## 著書
- als Herausgeber: „… weil ich gehalten werde“. Johannes Rau – Politiker und Christ, Hänssler, Holzgerlingen 2006, ISBN 978-3-7751-4490-2.
- mit Anne Schneider: Wenn das Leid, das wir tragen, den Weg uns weist. Leben und Glauben mit dem Tod eines geliebten Menschen, Neukirchener Verlagsgesellschaft, Neukirchen-Vluyn 2006, ISBN 978-3-7975-0138-7
- Von Erdenherzen und Himmelsschätzen, Neukirchener Aussaat, Neukirchen-Vluyn 2011, ISBN 978-3-7615-5843-0
- mit Martin Urban und Oswald Huber (Cartoons): Was kann man heute noch glauben? Ein Disput., Gütersloher Verlagshaus, Gütersloh 2013, ISBN 978-3-579-08501-2.